# Colibri
Colibri Spix, 1824 è un genere di uccelli della famiglia Trochilidae.
Ne fa parte l'uccello più piccolo al mondo (il colibrì ape), che misura circa 6 cm , talvolta viene addirittura scambiato per un insetto.

## Tassonomia
Comprende le seguenti specie:
- Colibri delphinae (Lesson, 1839) - guanciaviola bruno
- Colibri thalassinus (Swainson, 1827) - guanciaviola verde
- Colibri cyanotus (Bourcier, 1843) - guanciaviola minore
- Colibri coruscans (Gould, 1846) - guanciaviola luccicante
- Colibri serrirostris (Vieillot, 1816) - guanciaviola culbianco